# Cartas dos índios Camarões
As seis cartas dos índios Camarões
As cartas dos índios Camarões, também conhecidas como cartas tupis dos Camarões, são uma série de seis correspondências trocadas entre índios potiguaras durante o ano de 1645, na primeira metade do século XVII, no contexto das invasões holandesas ao Brasil. São os primeiros e únicos textos conhecidos escritos por indígenas até a Independência do Brasil. Também são o único registro de indígenas alfabetizados que escreveram em tupi antigo no Período Colonial. Atualmente, as correspondências estão guardadas nos arquivos da Real Biblioteca de Haia, nos Países Baixos, lá preservadas há quase 400 anos.
Embora já fossem conhecidas desde 1885 e tenham-se verificado tentativas anteriores de tradução, as correspondências só tiveram o completo deciframento de seu conteúdo publicado pela primeira vez em outubro de 2022 pelo filólogo Eduardo de Almeida Navarro, que também as transcreveu e comentou.
Uma sétima carta foi encontrada em 2021 no Arquivo Nacional, na cidade do Rio de Janeiro.

## Contexto

Trecho do litoral nordestino dominado pelos holandeses entre 1630 e 1654

Em 1624, por meio da Companhia das Índias Ocidentais, os holandeses organizaram uma invasão ao Nordeste brasileiro, a qual não logrou êxito. Nesse sentido, voltaram eles ao continente europeu juntamente com alguns indígenas, dentre os quais estavam Antônio Paraupaba e Pedro Poti, posteriormente convertidos ao calvinismo na Europa, onde viveram por cinco anos. Ambos foram alfabetizados em neerlandês.
Cinco anos depois, em 1630, os holandeses novamente invadiram Pernambuco a fim de estabelecer uma colônia no Brasil. Vindo com mais de sete mil homens e uma esquadra de 67 navios, eles obtiveram sucesso e, em 1640, já dominavam uma considerável porção do litoral nordestino — Maranhão, Paraíba, Pernambuco, Rio Grande do Norte e Sergipe.
Em 1644, contudo, João Maurício de Nassau retornou aos Países Baixos. Era ele quem conseguia manter em equilíbrio as complicadas relações entre a Companhia das Índias Ocidentais e os endividados senhores de engenho, além de fazer prevalecer a liberdade religiosa.
Dessa forma, em decorrência da constante cobrança de dívidas, os produtores de cana-de-açúcar começaram a visar à expulsão dos neerlandeses. Também após a partida de Maurício de Nassau, sucederam-se conflitos religiosos: em julho de 1645, fiéis católicos foram massacrados por holandeses em Cunhaú, na cidade de Canguaretama, e, em outubro, outra matança foi registrada, agora em Uruaçu. Assim, nesse mesmo ano, iniciou-se a Insurreição Pernambucana, movimento contrário ao domínio neerlandês e comandado por André Vidal de Negreiros, Henrique Dias e Antônio Filipe Camarão.

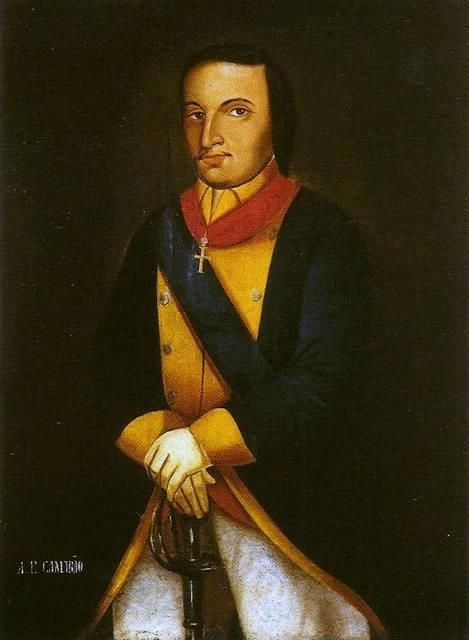
Antônio Filipe Camarão, considerado um dos heróis da Batalha dos Guararapes

Índio potiguara e falante de tupi, Filipe Camarão era responsável por liderar os indígenas cristianizados (como seu tio Jaguarari Simão Soares e seu primo Diogo Pinheiro Camarão) contra os holandeses. Entretanto, alguns indígenas estavam do lado dos neerlandeses, dentre os quais os caciques Pedro Poti, também primo de Filipe Camarão, e Antônio Paraupaba.
É nesse contexto em que houve troca de cartas entre os índios potiguaras. Aqueles que estavam do lado dos portugueses enviaram cartas aos aliados dos holandeses tentando persuadir estes a passarem para o lado dos lusitanos. As mensagens foram escritas em tupi antigo porque seus destinatários, Pedro Poti e Antônio Paraupaba, haviam sido alfabetizados em neerlandês, à diferença de seus remetentes, alfabetizados em português. A língua tupi antiga era, portanto, um meio de comunicação entre os dois lados do conflito.

## As cartas
A tabela a seguir busca sintetizar as informações a respeito das cartas dos índios Camarões. Incluem-se nela, assim, a data em que foram escritas, os nomes tanto dos remetentes, aliados dos portugueses, quanto dos destinatários, aliados dos holandeses, e as traduções já publicadas.
| Data(s)                                           | Remetente(s)                                                | Destinatário(s)                                                  | Tradução(ões) publicada(s)                                            | Composição de páginas   |
| ------------------------------------------------- | ----------------------------------------------------------- | ---------------------------------------------------------------- | --------------------------------------------------------------------- | ----------------------- |
| 19 de agosto de 1645 Agosto de 1645 (pós-escrito) | Antônio Filipe Camarão Jaguarari Simão Soares (pós-escrito) | Pedro Poti                                                       | Navarro (2022)                                                        | - 1.ª                   |
| 4 de outubro de 1645                              | Antônio Filipe Camarão                                      | Pedro Poti                                                       | Navarro (2022)                                                        | - 1.ª - 2.ª - 3.ª       |
| 4 de outubro de 1645                              | Antônio Filipe Camarão                                      | Antônio Paraupaba                                                | Navarro (2022)                                                        | - 1.ª - 3.ª - 3.ª - 4.ª |
| 17 de outubro de 1645                             | Diogo da Costa                                              | Pedro Poti                                                       | Sampaio (1906) Cerno e Obermeier (2013) Navarro (2022)                | - 1.ª - 2.ª             |
| 21 de outubro de 1645                             | Diogo Pinheiro Camarão                                      | Pedro Poti                                                       | Sampaio (1906) Navarro (1998) Cerno e Obermeier (2013) Navarro (2022) | - 1.ª - 2.ª - 3.ª       |
| 21 de outubro de 1645                             | Diogo Pinheiro Camarão                                      | Capitães Baltazar Araberana Gaspar Cararu Jandaia Pedro Valadina | Navarro (2022)                                                        | - 1.ª - 2.ª - 3.ª       |

### Conteúdo

Em 1630, Henrique Cornélio Lonck conquistou Pernambuco em uma guerra que dividiu os índios potiguaras

Grosso modo, os indígenas favoráveis aos portugueses pediam àqueles que eram aliados dos holandeses que voltassem para o lado lusitano, alegando serem os protestantes hereges. É esse o argumento usado por Filipe Camarão em sua primeira carta a Pedro Poti, datada de 19 de agosto de 1645. Ele também afirma estarem os neerlandeses no "fogo do Diabo".
Pedro Poti ordenou que matassem o mensageiro de tal carta, e sua resposta é conhecida tão somente por meio de resumos em holandês feitos pelo pastor Johannes Edwards, pois os portugueses não preservaram as cartas dos indígenas. O cacique Pedro Poti teria feito críticas contundentes, respondendo que não poderia passar para o lado dos portugueses, pois estes só teriam feito mal a seu povo, escravizando-o e matando-o.
| “            | Não, Philippe, vós vos deixais illudir; é evidente que o plano dos scelerados Portuguezes não é outro sinão o de se apossarem deste paiz, e então assassinarem ou escravizarem tanto a vós como a nós todos. | ” |
| — Pedro Poti | |   |

De modo geral, pode-se dizer que o conteúdo das cartas revela uma insatisfação à qual estavam sujeitos os indígenas na época, visto que desejavam que seus parentes se unissem, deixando de lutar uns com os outros, e voltassem a viver conforme suas antigas tradições. São esforços desesperados na tentativa de salvar seu povo da destruição. A desestruturação do mundo tradicional indígena é, de fato, perceptível nas seis missivas.
Em suas cartas, Filipe Camarão tentou apelar para o senso de identidade entre os potiguaras. Além disso, garantiu a Pedro Poti e a Antônio Paraupaba que os indígenas seriam perdoados se fossem para o lado dos portugueses, mas disse que, se resistissem, seriam mortos, uma vez que as honrarias concedidas pelos neerlandeses aos indígenas não eram válidas para os portugueses — os europeus, ao serem capturados, não eram mortos, mas viravam prisioneiros, sendo utilizados como moeda de troca.

### Amostra de texto
O seguinte trecho foi retirado da carta de 21 de outubro de Diogo Pinheiro Camarão a Pedro Poti. A modernização de sua ortografia e a tradução de seu conteúdo foram realizadas por Eduardo Navarro já na primeira edição de seu livro Método moderno de tupi antigo, de 1998.
| Ortografia padronizada                    | Tradução literal                                  |
| ----------------------------------------- | ------------------------------------------------- |
| Ikó xe papera endé sepîaky îanondé,       | Antes de veres esta minha carta,                  |
| xe rorykatu ã,                            | eis que eu estou muito feliz,                     |
| opabenhẽ pe marane'yma resé gûiporandupa, | perguntando pela saúde de todos vós,              |
| xe abé ã na xe marani nhẽ gûitekóbo.      | eu também não estando mal.                        |
| (…)                                       |                                                   |
| Eîor esema Anhanga ratá nungara suí.      | Vem para sair do que é parecido ao fogo do Diabo. |
| Eîkuab cristãoramo nde rekó!              | Saibas que és cristão!                            |
| (…)                                       |                                                   |
| Karaíba na okanhemba'e ruã.               | O cristão não é o que se perde.                   |

## Tradução

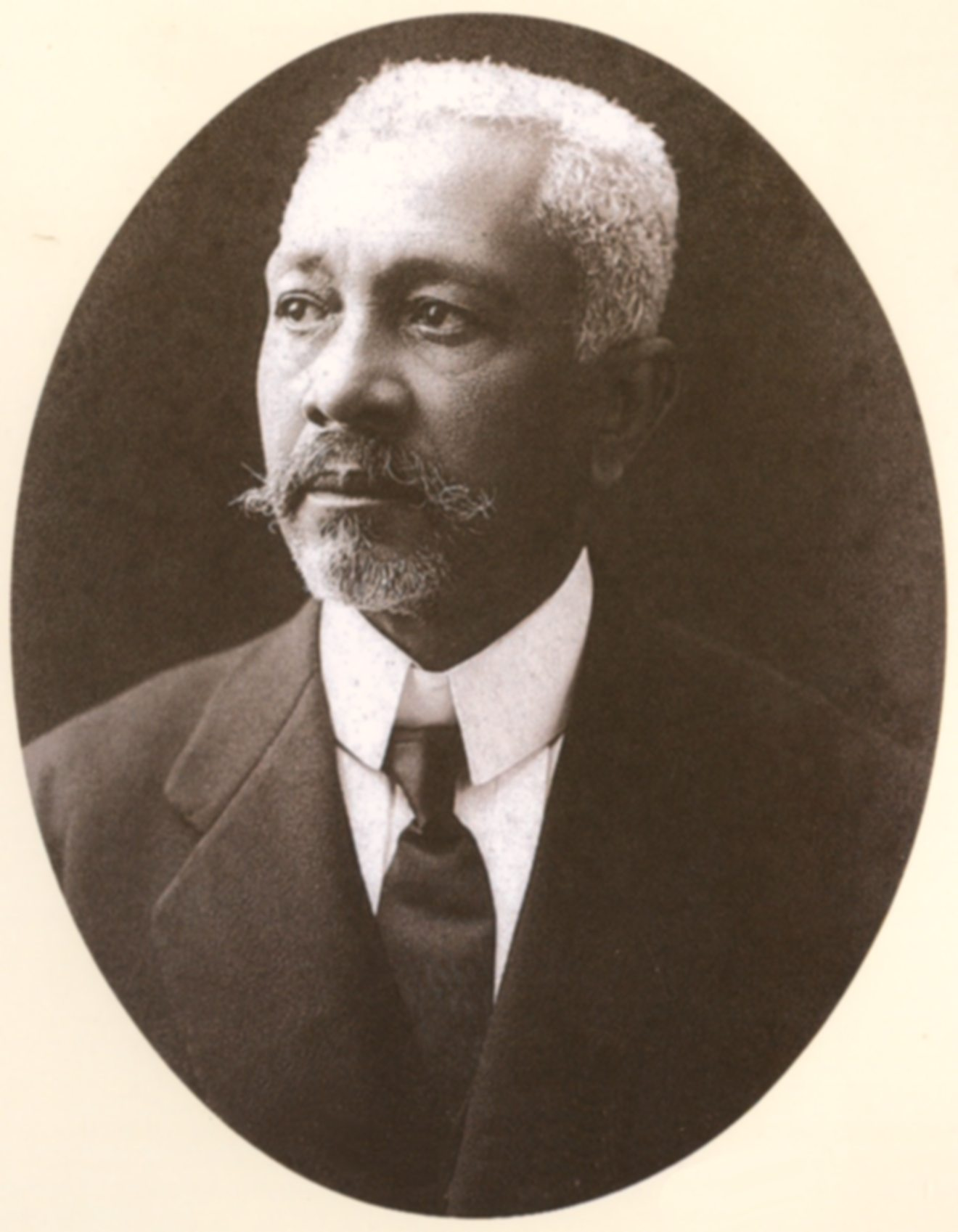
Teodoro Fernandes Sampaio, o primeiro tupinólogo a tentar traduzir as cartas dos índios Camarões

Em 1906, o engenheiro Teodoro Fernandes Sampaio tentou traduzir as cartas em seu artigo Cartas tupis dos Camarões. Ele as recebeu do historiador José Higino Duarte Pereira, responsável por descobri-las no ano de 1885. Teodoro Sampaio confessou que apenas com muita dificuldade é que conseguia entender a língua em que estavam escritas, mas que não era capaz de traduzi-las em sua totalidade efetivamente. Limitou-se, portanto, a somente duas cartas.
| “                 | Confesso que só com grande difficuldade consegui entender o tupi em que foram escriptas as duas primeiras cartas, as unicas em que logrei fazer alguma cousa na restauração e traducção do texto. As restantes estão ainda para mim indecifraveis; são verdadeiros enigmas. | ” |
| — Teodoro Sampaio | |   |

Não se verificaram mais tentativas de tradução das cartas até a década de 1990, quando o linguista Aryon Dall'Igna Rodrigues, professor da Unicamp, dirigiu-se até os Países Baixos para buscá-las. Contudo, ele também não foi capaz de traduzi-las.

### Tradução de Navarro
Nesse ínterim, o filólogo Eduardo de Almeida Navarro teve seu primeiro contato com as cartas e relacionou sua indecifrabilidade à inexistência de dicionários de tupi. Com efeito, em 2013, Eduardo Navarro publicou a obra Dicionário de tupi antigo e pôs-se a dedicar, ainda que intermitentemente, às cartas, cedidas em microfilmes pela Biblioteca de Haia.
Em 2021, após oito anos, Eduardo Navarro anunciou ter enfim traduzido as seis correspondências, fato este que teve ampla cobertura pela imprensa brasileira. A transcrição e tradução integral anotada das cartas dos índios Camarões foram publicadas no periódico Boletim do Museu Paraense Emílio Goeldi em outubro de 2022.
De acordo com Eduardo Navarro, o mistério relacionado ao conteúdo das cartas tinha a ver com o fato de que, por muito tempo, o conhecimento sobre o tupi era precário, com poucos estudos sistemáticos acerca da língua, como um dicionário que reunisse, em um único texto, tudo que se conhece a respeito dela.
Indo ao encontro de Teodoro Sampaio, ele vai além e cita também a ortografia adotada nas cartas, a qual era instável, visto que a língua tupi era usada sobretudo oralmente, não de modo escrito. Assim, palavras que deveriam ser escritas juntas eram escritas separadas, e vice-versa, e os mesmos vocábulos, não raro, escreviam-se de formas distintas. Os maneirismos da época, como abreviações e pontuação, igualmente oferecem dificuldades.
Ademais, os autores das cartas — Diogo da Costa, Diogo Pinheiro Camarão, Filipe Camarão e Simão Soares — foram provavelmente alfabetizados em português, não em tupi, e, por conta disso, na hora de escrever registravam sua língua nativa "de ouvido" (como um lusófono ao escrever "taquesse" em vez de "táxi", por exemplo), deixando de registrar alguns fonemas e fazendo reduzido uso de sinais de pontuação e acentuação gráfica. As correspondências também apresentam um tupi que era falado de modo coloquial, o que diverge dos escritos dos jesuítas, que adotavam uma linguagem bastante formal em suas obras.

## Relevância

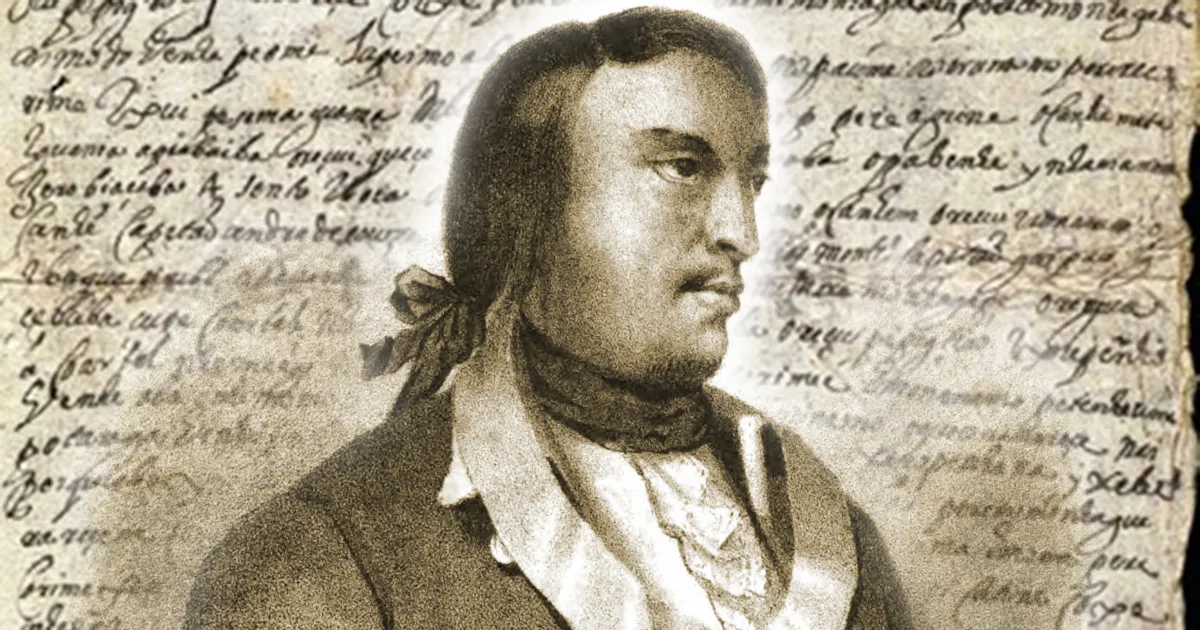
Influenciado pelo português, o tupi do século XVII já diferia daquele do Brasil Pré-Cabralino. Na imagem, veem-se Antônio Filipe Camarão e, ao fundo, a primeira das cartas por ele escritas

As cartas revelam a história pela perspectiva daqueles que sempre foram dominados, isto é, os indígenas, evidenciando a insatisfação existente entre eles por ocasião de conflitos entre europeus e a vontade de resgatar costumes passados. As missivas também trazem à tona informações até então desconhecidas, como nomes de localidades e de outros combatentes indígenas, além de revelarem detalhes sobre batalhas.
No que concerne ao estudo científico da linguagem, as cartas dos índios Camarões são consideradas os documentos mais valiosos no âmbito da linguística indígena brasileira, possibilitando que se observe de que maneira era o tupi antigo efetivamente falado e usado pelos indígenas, uma vez que as cartas foram escritas por eles próprios. Elas também são, nesse sentido, provas de que os missionários jesuítas descreveram a língua tupi corretamente, já que existem alguns estudiosos, como Joaquim Mattoso Câmara Júnior, que alegam terem os jesuítas adaptado a língua a seus próprios interesses, intitulando-a pejorativamente de "tupi jesuítico".
Para além disso, as cartas dos índios Camarões também ajudam a compreender a evolução linguística do tupi antigo, influenciado pelo português. Com efeito, verifica-se nesses escritos o uso do gerúndio em construções análogas a "estou falando" do português, quando era da índole do tupi inverter essa lógica e dizer "falo estando".
As cartas também revelam a predominância de uma sintaxe de tipo sujeito-verbo-objeto (aîmondó ã xe "soldados" ebapó — "eis que enviei meus soldados para aí"), conquanto ainda existissem exemplos de sintaxe de tipo sujeito-objeto-verbo (emokûeî bé mokõî kunhã aîmondó — "para aí também duas mulheres enviei"), tendência primitiva do tupi, como registrado em textos quinhentistas.
Em março de 2022, o então prefeito de Natal, Álvaro Costa Dias, recebeu Eduardo Navarro em uma reunião na qual se acertou que a cidade elaboraria um material didático a respeito das cartas. Esse material será distribuído para os alunos da rede pública municipal e utilizado para divulgação turística. O prefeito demonstrou intenção de democratizar o acesso a informações acerca das correspondências entre os índios potiguaras.